# 彦部村
彦部村（ひこべむら）は、昭和30年（1955年）まで岩手県紫波郡にあった村。現在の紫波町彦部・大巻・星山および犬吠森の一部にあたる。

## 沿革
- 明治22年（1889年）4月1日 - 町村制施行にともない、彦部村・大巻村・星山村および犬吠森村の一部が合併して新制の彦部村が発足。
- 昭和30年（1955年）1月1日 - 日詰町・赤石村・赤沢村・佐比内村・志和村・長岡村・古館村・水分村と合併し、紫波町となる。

## 行政

### 歴代村長
| 代 | 氏名       | 就任                      | 退任                      | 備考 |
| -- | ---------- | ------------------------- | ------------------------- | ---- |
| 1  | 橋本喜代治 | 明治22年（1889年）5月10日 | 明治25年（1892年）6月3日  |      |
| 2  | 作山康太郎 | 明治25年（1892年）7月15日 | 明治29年（1896年）7月14日 |      |
| 3  | 阿部惣助   | 明治29年（1896年）7月15日 | 明治34年（1901年）3月2日  |      |
| 4  | 野村長四郎 | 明治34年（1901年）4月25日 | 明治42年（1909年）5月19日 |      |
| 5  | 作山久治郎 | 明治42年（1909年）6月4日  | 明治45年（1912年）5月21日 |      |
| 6  | 佐藤定八   | 大正2年（1913年）6月4日   | 大正14年（1925年）2月3日  |      |
| 7  | 田畑勇太郎 | 大正14年（1925年）4月4日  | 昭和4年（1929年）2月24日  |      |
| 8  | 佐藤定八   | 昭和4年（1929年）2月26日  | 昭和20年（1945年）1月14日 | 再任 |
| 9  | 野村耕一   | 昭和20年（1945年）2月7日  | 昭和21年（1946年）2月21日 |      |
| 10 | 佐藤善之助 | 昭和22年（1947年）6月5日  | 昭和24年（1949年）4月9日  |      |
| 11 | 橋本長蔵   | 昭和24年（1949年）5月15日 | 昭和30年（1955年）3月31日 |      |